# کوین رانکین (بازیگر)
کوین رانکین (انگلیسی: Kevin Rankin؛ زادهٔ ۱۸ آوریل ۱۹۷۶) یک بازیگر سینما، و هنرپیشه اهل ایالات متحده آمریکا است. وی از سال ۱۹۹۷ میلادی تاکنون مشغول فعالیت بوده‌است.
از فیلم‌های معروف او می‌توان به بازی در فیلم ماجراهای دکه سمساری اشاره کرد.